# Тунгусо-маньчжурская мифология

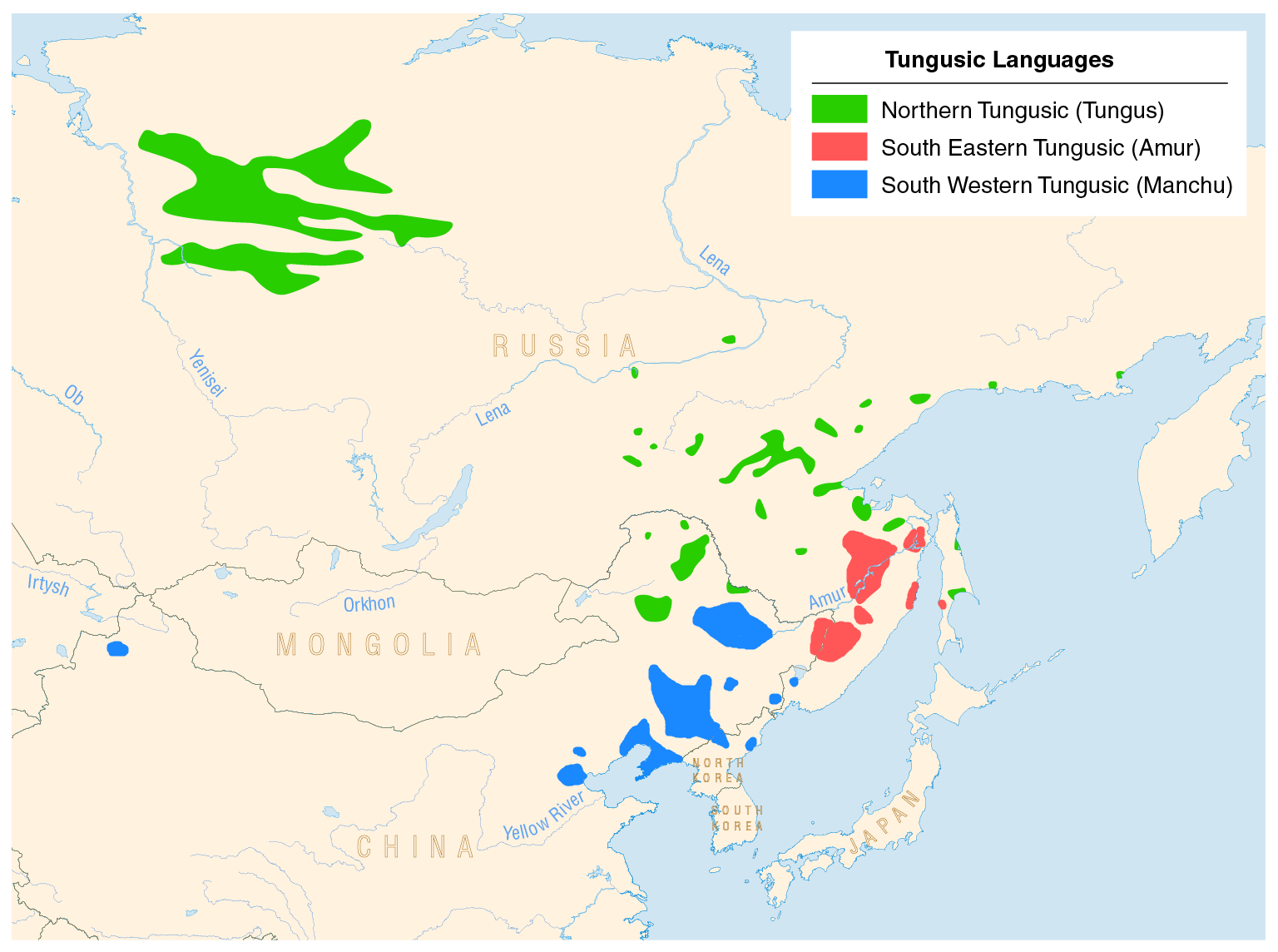
Зона расселения тунгусо-маньчжурских народов

Тунгусо-маньчжурская мифология — это архаические представления эвенков и родственных им народов - эвенов, нанайцев, орочей, негидальцев, удэгейцев, маньчжуров — на окружающий мир буга, который также может означать и Бога-Творца. 

## Взаимовлияния с другими мифологиями
Тунгусо-маньчжурские народы исторически граничили с носителями палеоазиатского мифологического комплекса на северо-востоке, самодийского — на северо-западе, тюрко-монгольского — на юго-западе, корейско-японского — на юго-востоке.

## Картина мира
Для мировоззрения тунгусо-маньчжурских народов характерен шаманизм (русское слово шаман эвенкийского происхождения), разделяющий мир на три части:
- верхний мир Угу буга, попасть туда можно было через Полярную звезду (Санарин)[4]. Визуально верхний мир напоминает наш, поскольку там есть тайга, болота и реки. Там живут рыбы, олени и души предков. Этот мир ограничен бескрайним морем Лам Булдяр[5]. Обитателями верхнего мира являются Солнце (Дылачанкур или Дэлэча[6]) и его жена Луна (Бега).
- средний мир Дулин буга[7] (дулу буга; Дулин дуннэ - Средняя земля) — место обитания людей.
- нижний мир - Хэргу буга[8][9] (хергу буга).

## Пантеон

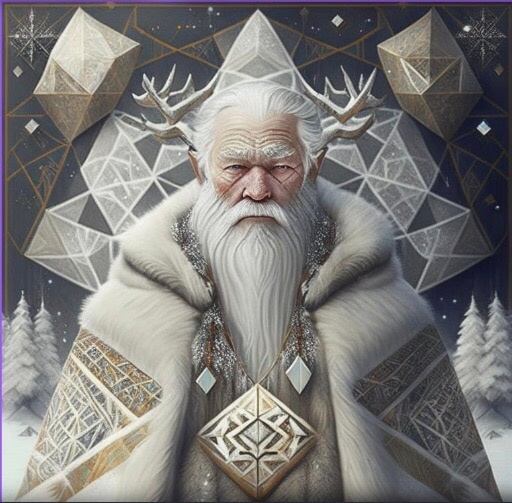
Сэвэки. Современная визуализация посредством нейросети Сбера Fusion Brain

Воплощением мира-буга считался дух Сэвэки, который мог проявляться как в виде "деда" (Амака), так и оленя (орон) светлой масти (сэвэк). В фольклоре Сэвэки отождествлялся как с Христом, так и со святым Николаем. 
У Сэвэки была темная проекция брат Харги. Он считался ответственным за появление вредоносных животных, прежде всего, кровососущих насекомых, а также некоторых растений таких как сосна и ольха, которые являются темными двойниками лиственницы и березы, созданными Сэвэки. Обителью Харги был нижний мир Хэргу буга. Харги представлялся лысым, но с волосатым телом, при этом у него вместо правой руки была вторая голоса с оскаленными зубами. На левой руке он имел страшный коготь. Представления о богах-братьях отражают дуалистический характер мировоззрения тунгусо-маньчжурских народов и роднят их с финно-угорской, самодийской и тюркской мифологией, где есть образ верховного бога Нуми-Торум (Кудай) и его брата.

## Космогонические мифы
Космогонические мифы представлены рассказом о восьминогом олене (дьапкын бодулулкан оран), из частей которого образуются элементы нашего мира. Шкура оленя превратилась в землю, череп и кости - в горы, шерсть - в леса, вши - в диких оленей. По другой версии, до появления земли предки эвенов плавали на плотах (тэм) и ловили рыбу с помощью удочек (чэнгэчич) и уток. Затем появляется гагара, с помощью которой на воде начинает появляться земля: сначала с желудок белки (кэбэл дин), а потом с копыто оленя (оран кокчинни дин). 
По одному из мифов горы (Джугджур, Эзоп и Сихотэ-Алинь) в среднем мире создал дракон кулиндя. Другим названием дракона у эвенков является Дябдар, который своим телом прокладывал русла рек. Он ассоциировался с нижним миром, хотя ему приписывалась способность лечить людей посредством своих проекций. С образом черного дракона связано китайской провинции Хэйлунцзян на территории исторической Маньчжурии.
Наряду с драконом Дябдаром в мифах эвенков упоминается мамонт Сэли, изображаемый в виде рыбы налима с рогами лося.

## Мифологическое представление о человеке
Сэвэки создал души живых существ оми. Они есть как у человека, так и у животных. При этом души обычных людей могут принимать вид синицы и обитать до рождения в истоках Мировой реки-дерева Энгдегит (Эндекит). Оми воспринималась как тень (ханян). После воплощения в теле оми обрастает телесной душой бэен, а также она оказывается связанной невидимой нитью маин с верхним миром угу буга.

## Низшая мифология
Отдельно стоит повествование о предках людей волосатых богатырях (сэвуйкэр), которые позже превратились в камни. Мифологическое повествование о людях посвящено одиноким охотникам или старухам, живущим в чумах среди кедров, лиственниц и берез.